# Гнилица Первая
Гни́лица Пе́рвая (укр. Гнилиця Перша) — село в Великобурлукском районе Харьковской области Украины.
Код КОАТУУ — 6321481101. Население по переписи 2001 г. составляет 589 (277/312 м/ж) человек. На 2018 г. проживает примерно до 200 человек.
До 2018 года являлась административным центром Гнилицкого Первого сельского совета, в который не входили другие населённые пункты. С 2018 года входит в состав Великобурлукского сельского совета (объединенная территориальная община).

## Географическое положение
Село Гнилица Первая находится на берегу реки Гнилица, ниже по течению примыкает село Гнилица.

## Происхождение названия
Название походит от местной одноименной реки.
Первоначальное название села - Пердуновка

## История
- 1711 — дата основания.[1]
- В 1993 году в селе Первая Гнилица действовали автоматическая телефонная станция, библиотека, детский сад, магазины, медпункт, отделение связи «Первая Гнилица», школа, колхоз имени Карла Маркса.[2]

## Экономика
- В селе при СССР были несколько молочно-товарных ферм, машинно-тракторные мастерские.
- «МАРС», сельскохозяйственное ЧП.

## Объекты социальной сферы
- Общеобразовательная школа I—III ст.
- Спортивная площадка.

## Религия
- Церковь Рождества Иоанна Предтечи, построенная помещиком Иваном Кирьяновым между 1905 и 1912 годами. В данный момент нуждается в восстановлении, настоятель — прот. Дмитрий Лизниченко; проводятся строительные работы.[3].